# Fredericktown (Ohio)

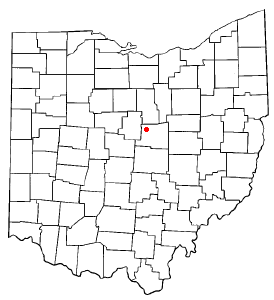
Fredericktown na planie stanu Ohio

Fredericktown – wieś w USA, w stanie Ohio, w hrabstwie Knox. Miejscowość została założona w roku 1807. Obecnie (2014) sołtysem wsi jest Gary Gallogly.
Liczba mieszkańców w 2010 roku wynosiła 2 493, a w roku 2012 wynosiła 2 476.